# Кологривов, Михаил Михайлович
Михаи́л Миха́йлович Кологри́вов (1919—1964) — советский лётчик-ас истребительной авиации ВМФ СССР во время Великой Отечественной войны, Герой Советского Союза (5.11.1944). Подполковник (28.04.1949).

## Биография
Родился 19 ноября 1919 года в селе Кокшайск (ныне — Звениговский район Марий Эл). Окончил девять классов школы и первый курс Ленинградского техникума точной механики и оптики. 
В августе 1937 года призван на службу в Рабоче-крестьянский Красный Флот. В 1939 году окончил Военно-морское авиационное училище имени И. В. Сталина в Ейске. С декабря 1939 года служил в 8-м истребительном авиационном полку ВВС Черноморского флота младшим лётчиком. 
С первого дня Великой Отечественной войны участвовал в боях: его полк базировался на аэродроме Евпатория (вскоре переведён на аэродром Кача-3 в районе Севастополя) и участвовал в отражении налётов немецкой авиации на Крым. В том же июне 1941 года Михаил Кологривов стал командиром звена в том же полку. Осенью 1941 года привлекался к штурмовым действиям против наземных немецких войск у Перекопского перешейка. В составе полка практически весь период обороны Севастополя провёл в осаждённом городе, летая с единственного его аэродрома Херсонес и отбивая налёты практически всегда превосходящих сил противника. В небе Севастополя 17 декабря 1941 года одержал и свою первую победу, сбив на истребителе И-153 немецкий Ме-109. За героизм при обороне Севастополя 8 иап приказом Народного комиссара ВМФ СССР 3 апреля 1942 года получил гвардейское звание и был преобразован в 6-й гвардейский истребительный авиационный полк ВВС ВМФ.
После падения Севастополя с остатками полка перелетел в Новороссийск, где вскоре вступил в битву за Кавказ. В 1942 году освоил истребитель Як-1, а в конце 1943 года — Як-9. Весь 1943 год участвовал в боевых действиях на Северном Кавказе, включая воздушные сражения на Кубани (в ней увеличил счёт своих побед на 2 сбитых лично и 2 в группе самолётов), с января 1944 года прикрывал с воздуха Керченский плацдарм (сбил над ним 3 самолёта), а в апреле-мае 1944 года участвовал в Крымской наступательной операции. В дни штурма Севастополя 8 мая 1944 года сбил свой последний немецкий самолёт (по иронии судьбы, он упал почти в том же месте, где в декабре 1941 года упал сбитый им самый первый самолёт, и им тоже оказался Ме-109).
С боевыми победами Михаил Кологривов рос и в воинских званиях и по служебной лестнице: в мае 1943 года стал заместителем командира эскадрильи, в июне того же года — командиром эскадрильи. Также в 1943 году вступил в ВКП(б).
К июню 1944 года командир эскадрильи 6-го гвардейского истребительного авиаполка 11-й штурмовой авиационной дивизии ВВС Черноморского флота  гвардии капитан Михаил Кологривов совершил 538 боевых вылетов: 336 — на оборону своих военно-морских баз, 85 — на прикрытие с воздуха кораблей в море, 67 на сопровождение штурмовиков и бомбардировщиков, 29 на штурмовку наземных войск. Принял участие в 64 воздушных боях, сбив по наградным документам 10 вражеских самолётов лично и 1 — в составе группы, а по данным позднейших исследований — сбил 8 лично и 4 в группе.
Указом Президиума Верховного Совета СССР от 5 ноября 1944 года «за образцовое выполнение боевых заданий командования на фронте борьбы с немецко-фашистскими захватчиками и проявленные при этом отвагу и геройство» гвардии капитану Михаилу Михайловичу Кологривову присвоено звание Героя Советского Союза с вручением ордена Ленина и медали «Золотая Звезда» за номером 3819.
В августе 1944 года 6-й гвардейский истребительный авиационный полк ВМФ принимал участие в Ясско-Кишинёвской операции, в сентябре вёл боевые действия над Румынией и Болгарией. После выхода Болгарии из войны боевые действия на Чёрном море завершились. В начале 1945 года полк перевели в Крым, где М. Кологривов на новых истребителях Як-3 с однополчанами обеспечивал воздушное патрулирование во время Ялтинской конференции. Всего выполнил около 600 боевых вылетов, но новых воздушных побед не одержал.
После окончания войны Кологривов продолжил службу в ВМФ СССР. До своего направления на учёбу в декабре 1948 года он служил в своём «родном» 6-м гвардейском иап ВМФ, став в декабре 1945 года помощником командира полка по лётной подготовке и воздушному бою, в октябре 1947 года — заместителем командира полка по технике пилотирования и теории полёта. В мае 1955 года он окончил Военно-воздушную академию. Сразу же был направлен на переучивания на современные типы реактивных истребителей на Центральных лётно-тактических курсах авиации ВМС. С июля 1955 года служил в ВВС 4-го ВМФ (Балтийское море), где командовал 939-м и 211-м истребительными авиаполками ВМФ. В апреле 1957 года в звании подполковника М. М. Кологривов был уволен в запас. 
Проживал в Одессе, работал с 1958 года в Ленинском райкоме ДОСААФ Одессы, с 1960 года — начальником радиоинспекции Одесского главпочтамта. Активно занимался общественной деятельности. Умер от болезни 16 июля 1964 года.

## Награды
- Герой Советского Союза (5.11.1944)
- Орден Ленина (5.11.1944)
- Три ордена Красного Знамени (8.12.1941, 9.08.1942, 22.05.1943)
- Орден Александра Невского (29.04.1944)
- Орден Красной Звезды (20.04.1953)
- Ряд медалей СССР[2]
- Медаль Болгарии

## Память
- Именем М. М. Кологривова названа улица в Кокшайске[2].
- Имя Героя увековечено в Севастополе на Мемориале героической обороны Севастополя в числе Героев Советского Союза – участников этой обороны и на памятном знаке Героям-лётчикам в Одессе.
- Бюсты Героя установлены в поселке Кача (Нахимовский район Севастополя) и в селе Кокшайск.
- Барельеф М. М. Кологривова размещен на стеле Героям в городе Звенигово Республики Марий Эл.
- На зданиях средней школы в деревне Кокшамары и начальной школы в селе Кокшайск установлены мемориальные доски в его честь.